# Robot Entertainment
Robot Entertainment – amerykański, niezależny producent oraz wydawca gier komputerowych, założony w 2009 roku. Siedziba Robot Entertainment znajduje się w Plano w Teksasie. Studio jest twórcą serii gier Orcs Must Die!.

## Historia
Studio zostało założone w lutym 2009 roku, przez byłych pracowników firmy Ensemble Studios, zamkniętej przez Microsoft w tym samym roku. Początkowo firma kontynuowała współpracę z Microsoftem, która polegała na utrzymywaniu serwerów i przygotowywaniu aktualizacji do Halo Wars, ostatniej produkcji zlikwidowanego Ensemble Studios. Ostatecznie współpraca ta zakończyła się 28 lutego 2010 roku, gdy Microsoft przejął kontrolę nad serwerami gry. Następnym projektem producenta została gra Age of Empires Online ogłoszona 17 sierpnia 2010 roku i będąca kontynuacją serii strategii czasu rzeczywistego autorstwa Ensemble Studios. Projekt ten został jednak przekazany studiu Gas Powered Games, gdyż firma zdecydowała w pełni poświęcić się pracom nad ogłoszoną 24 lutego 2011 roku grą typu tower defense o tytule Orcs Must Die!. Debiutanckie dzieło studia ukazało się 5 października 2011 roku na platformach Microsoft Windows oraz Xbox 360. Po umiarkowanym sukcesie tytułu, studio podjęło prace nad jego kontynuacją oraz nowym projektem o tytule Hero Academy, stanowiącym turową grę strategiczną, opartą na modelu rywalizacji sieciowej. Gra Orcs Must Die! 2 ukazała się 30 lipca 2012 roku, natomiast Hero Academy 10 sierpnia 2012 roku. Kolejnym projektem, ogłoszonym 10 kwietnia 2014 roku, okazała się gra Orcs Must Die! Unchained, będąca poboczną odsłoną serii należącą do gatunku MOBA. Gra ukazała się 19 kwietnia 2017 roku.

## Gry
- Age of Empires Online (wspólnie z Gas Powered Games)
- Orcs Must Die!
- Orcs Must Die! 2
- Hero Academy
- Echo Prime
- Orcs Must Die! Unchained